# Sesfontein
Sesfontein is een plaats in de Kunenestreek in Namibië. Sesfontein ligt ongeveer 140 km ten zuiden van de regionale hoofdstad Opuwo. Het is de districtshoofdstad van de kieskring Sesfontein, de bevolking telt 7.358 personen. De naam Sesfontein is afgeleid van de zes bronnen in de omgeving. In de plaats is een kliniek aanwezig.
Het bekendste bouwwerk is Fort Sesfontein, gebouwd in 1896 als politiepost door Schutztruppe-soldaten van het Duitse keizerrijk. Het werd verlaten in 1914 en geraakte in verval toen de Duitsers zich in 1918 uit Zuidwest-Afrika terugtrokken. In 1984 werd overwogen om er een Nationaal Monument van te maken maar in 1989 werd besloten om dat toch niet te doen. In de jaren 1990 werd het fort gerenoveerd en verbouwd en is nu ingericht om toeristen onder te brengen; het wordt gebruikt als uitvalsbasis voor wildsafari's en tochten naar de Himba's. De palmbomen bij het fort werden geplant door Duitse politie-officieren die het fort bemanden om wapensmokkel en het stropen van neushoorns en olifanten te bestrijden.
De plaats ligt, net als het iets westelijk gelegen Warmquelle, aan de ondergronds stromende rivier de Hoanib.

## Afbeeldingen

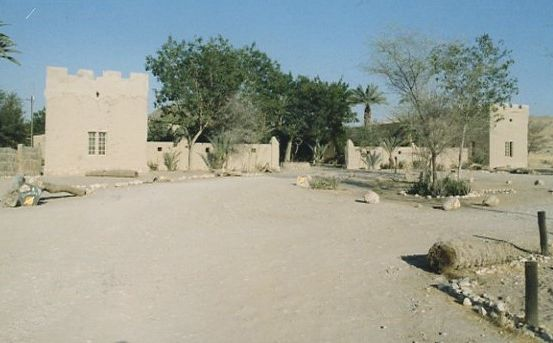
De buitenkant van het fort.
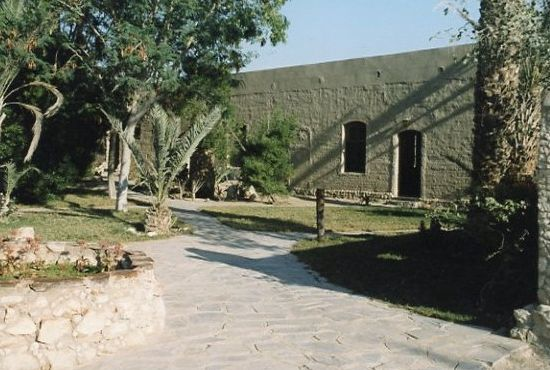
De binnenkant van het fort.
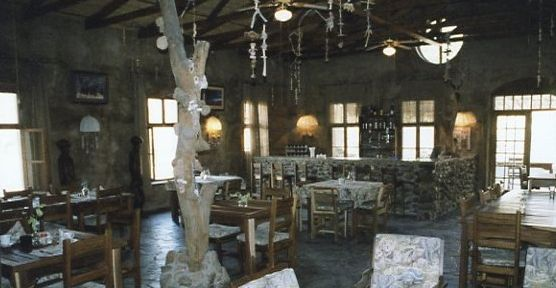
De eetkamer van het fort.